# قایق توپ‌دار استیم
قایق توپ‌دار استیم (به انگلیسی: Steam Gun Boat) یک کشتی است که طول آن 44.3 m (145 ft 8 in) overall می‌باشد.